# Бурканів

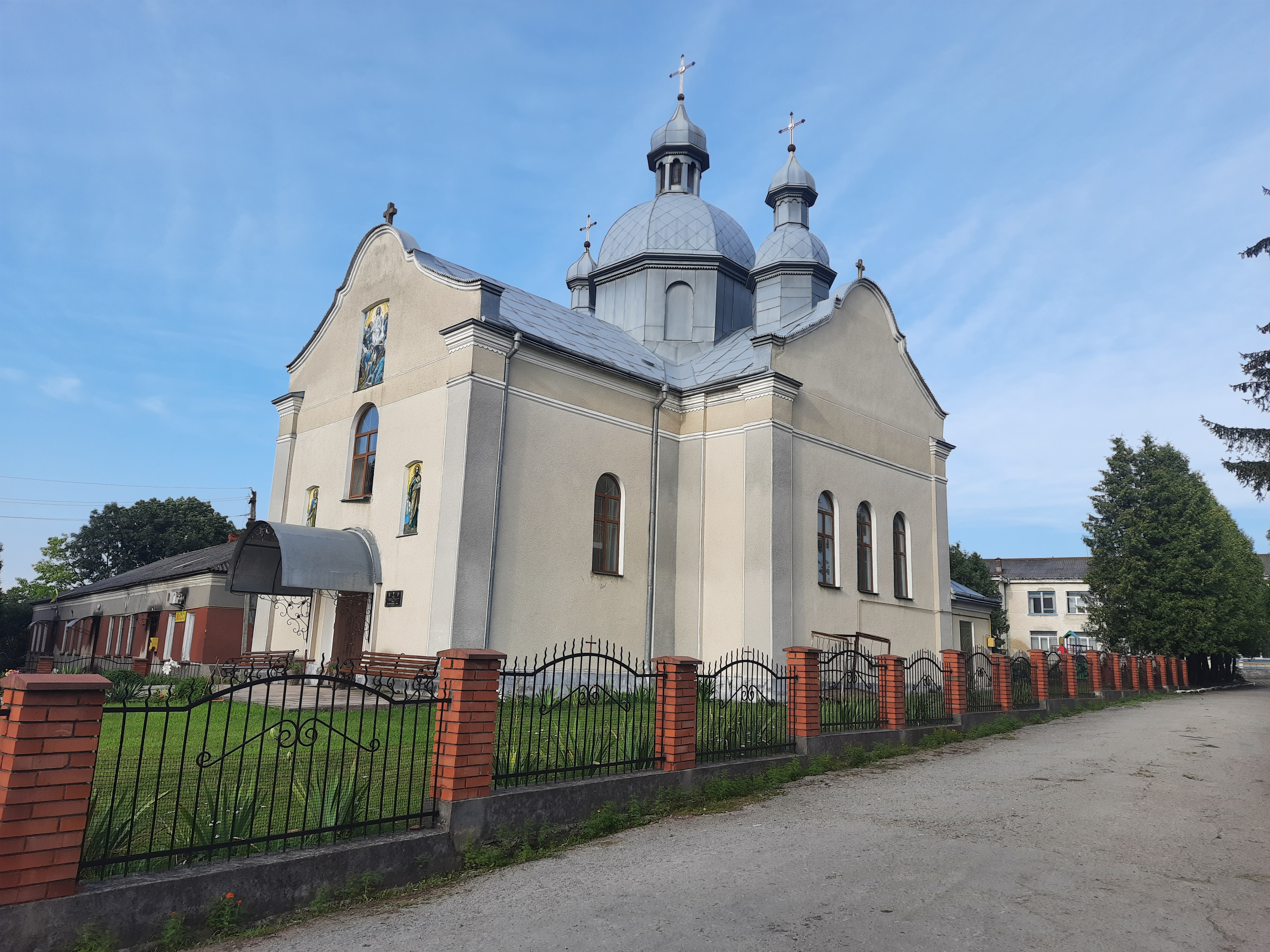
Церква Преображення Господнього (1995, УГКЦ)

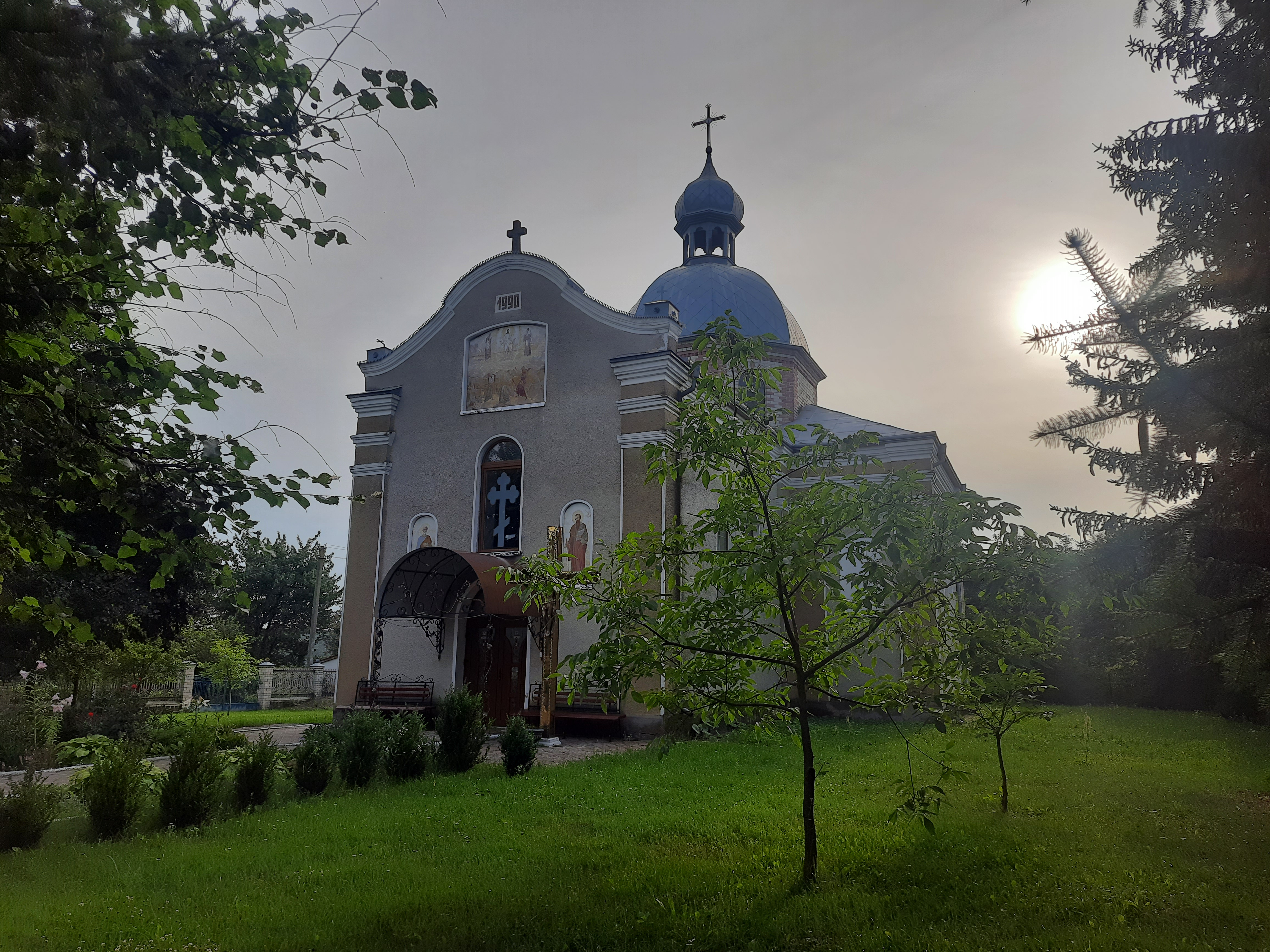
Церква Преображення Господнього (1991, ПЦУ)

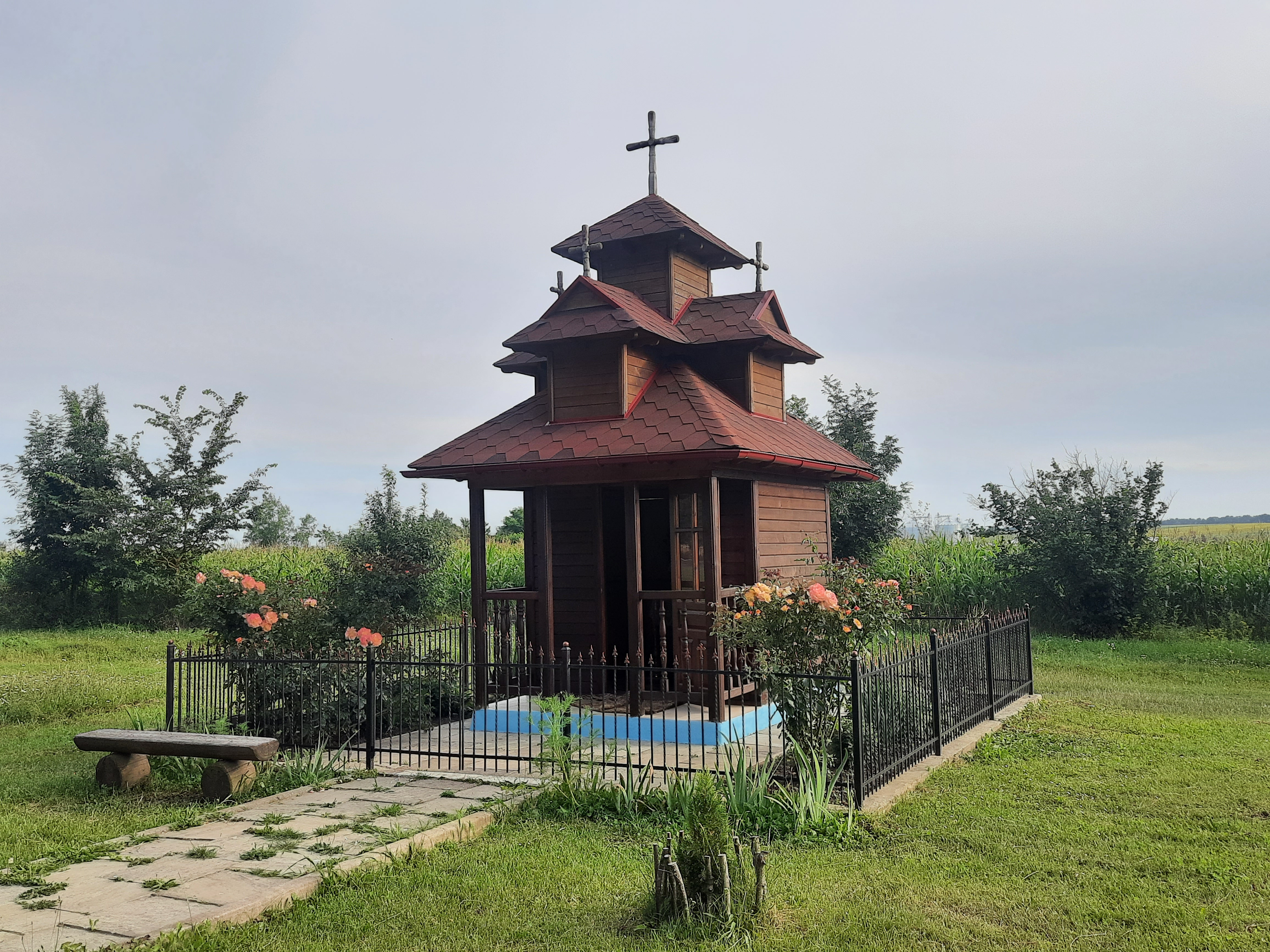
Капличка

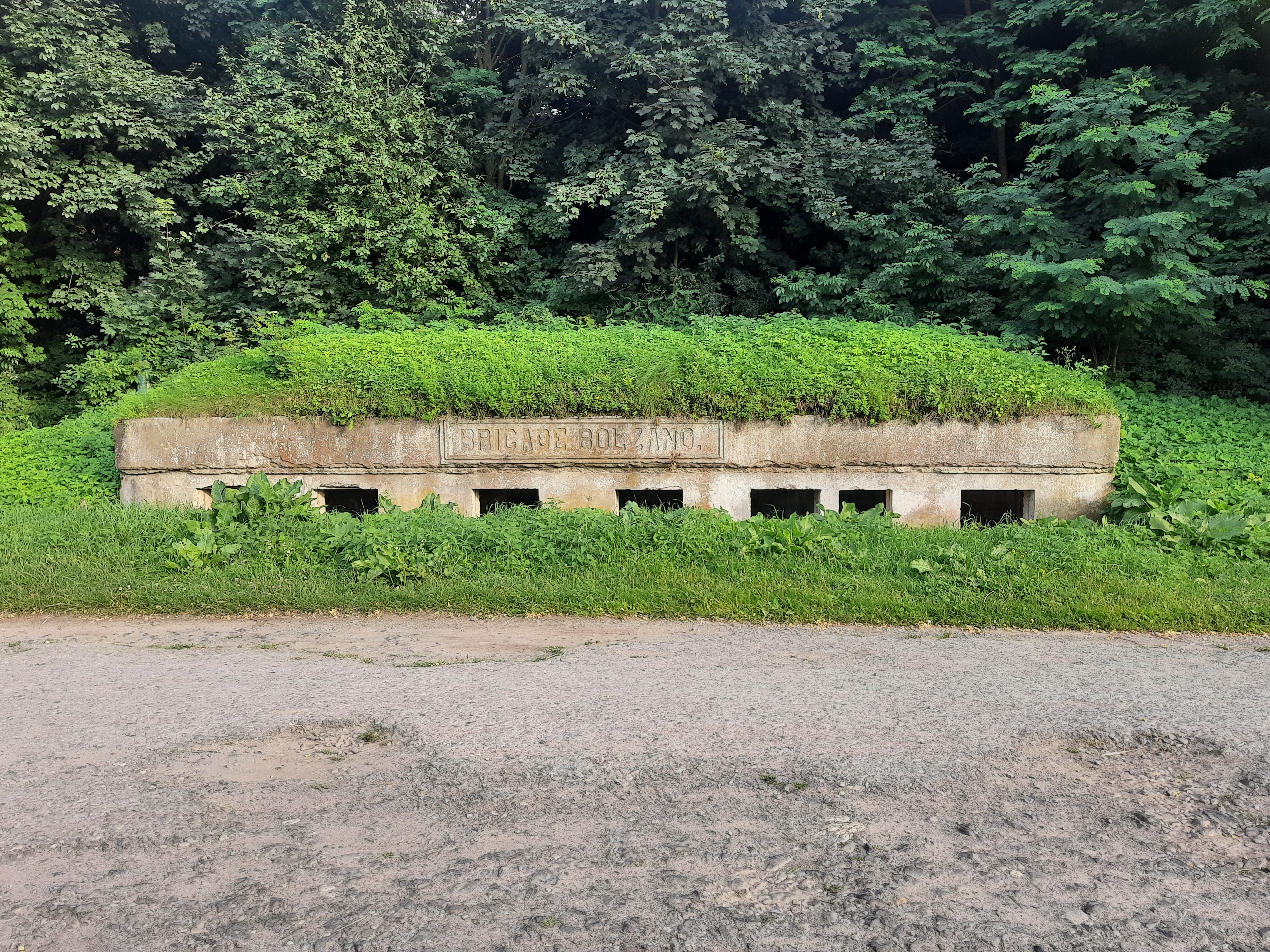
Бункер часів Першої світової війни.

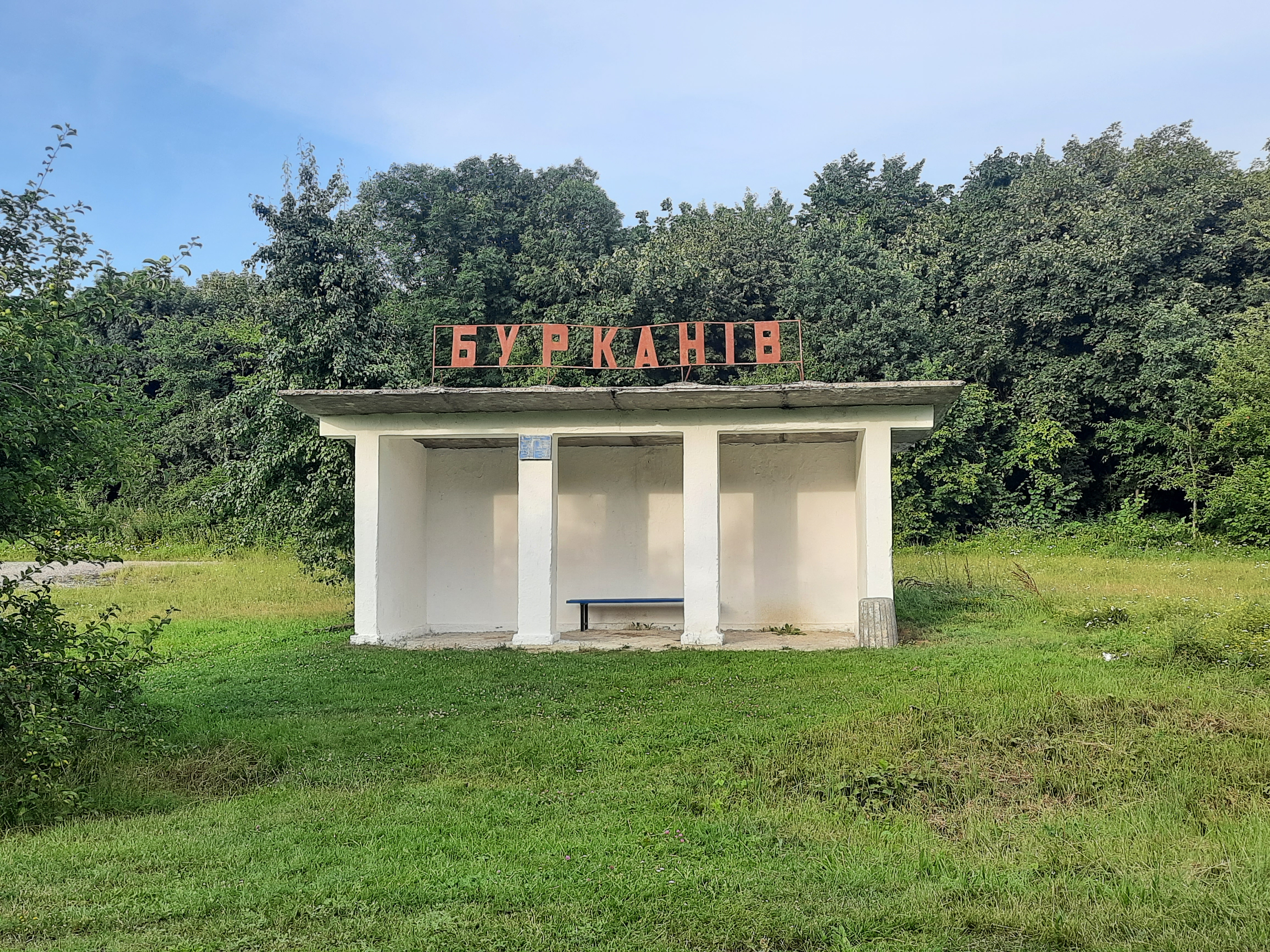
Автобусна зупинка

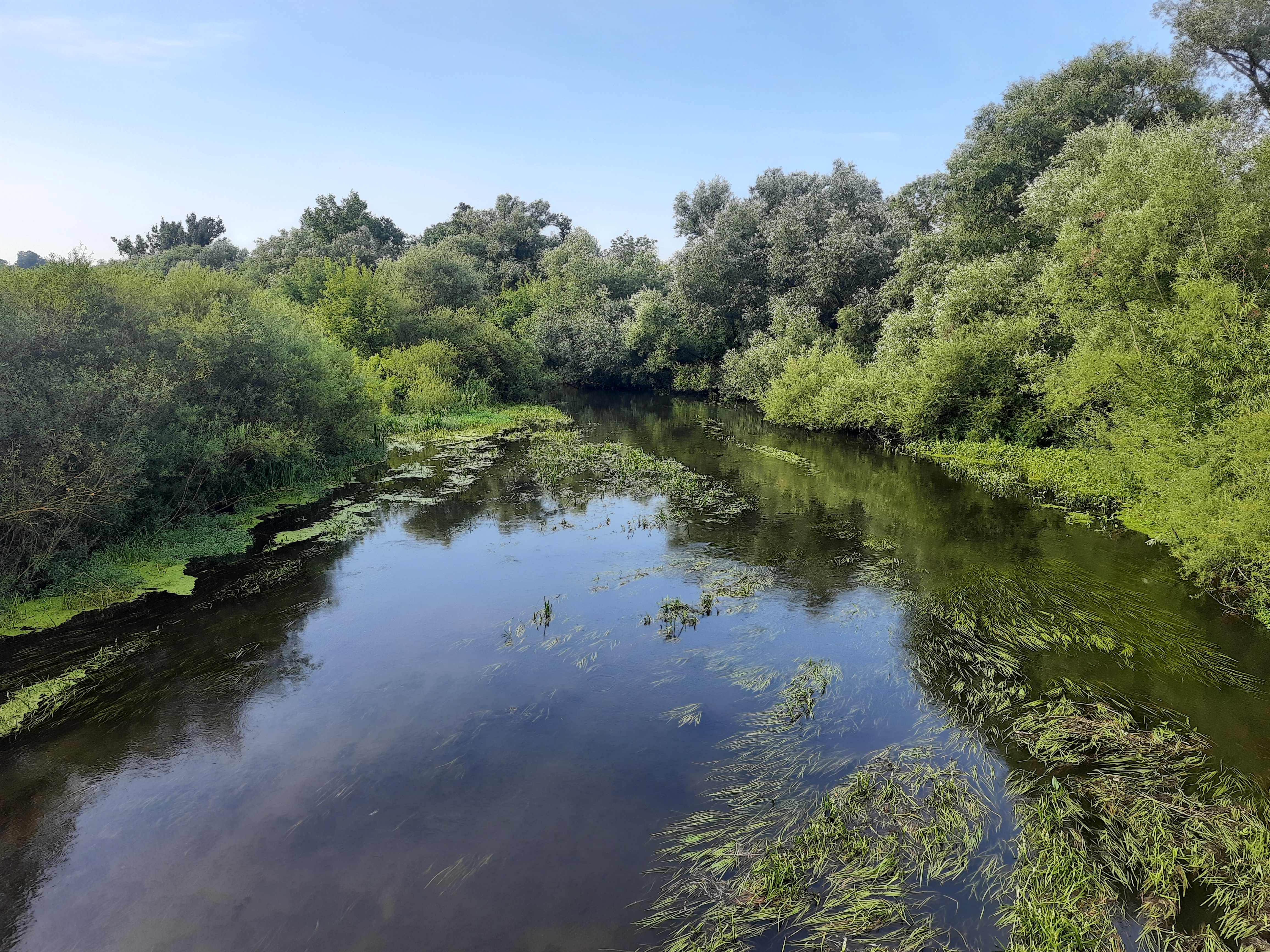
Річка Стрипа біля села

Бурка́нів — село в Україні, у Золотниківській сільській громаді Тернопільського району Тернопільської області. До 2015 року — адміністративний центр колишньої Бурканівської сільської ради. Від вересня 2015 року ввійшло у склад Золотниківської сільської громади. Розташоване в центрі району, на лівому березі річки Стрипа.
Поштове відділення — Золотниківське.
Населення — 873 особи (2003).

## Історія
У селі виявлено археологічні пам'ятки трипільської, черняхівської культур та доби пізньої бронзи.
Перша писемна згадка — 1564. До кінця 18 століття називалося Кут.
На початок XIX століття із присілків Кут, Лєскавки, Підмур'я та хуторів Рудка, Лиса Гора було створено Бурканів.
Уродженці села військовослужбовці Збройних сил Австро–Угорщини, учасники Першої світової війни (лише ті хто були поранені/ в полоні/ загинули):
- Бабій Микола (1876 р.н.) — піхотинець 7–ї роти 55–го піхотного полку, потрапив у полон в Російську імперію;[1]
- Блат Маркус (1889 р.н.) — піхотинець 12–ї роти 55–го піхотного полку, отримав поранення;[2]
- Боцян Іван (1893 р.н.) — стрілець 37–го стрілецького полку, полонений Італією (м. Падула);
- Бродовський Станіслав (1877 р.н.) — піхотинець 5–ї роти 55–го піхотного полку, отримав поранення;[3]
- Гамілка Петро (1890 р.н.) — піхотинець 1–ї роти 55–го піхотного полку, полонений Російською імперією (м. Уфа);[4]
- Гординський Григорій (1886 р.н.) — капрал 14–ї роти 55–го піхотного полку, потрапив у полон в Російську імперію (смт. Кроми);[5]
- Гординський Едуард (1890 р.н.) — піхотинець 2–ї роти 33–го піхотного полку ландвера, пораненим потрапив у полон в Російську імперію (м. Іркутськ);[6]
- Долат Семен (1889 р.н.) — резервний піхотинець штабу 55–го піхотного полку, полонений Російською імперією (м. Харків);[7]
- Дудас Степан (1888 р.н.) — стрілець 37–го стрілецького полку, полонений Італією (Асінара);[8]
- Кондорат Іван (1889 р.н.) — піхотинець 7–ї роти 55–го піхотного полку, потрапив у полон в Російську імперію;[9]
- Ксенчук Василь (1891 р.н.) — піхотинець 2–ї ерзацроти 55–го піхотного полку, потрапив у полон в Російську імперію (м. Бугульма);[10]
- Кшренчук Василь (1873 р.н.) — піхотинець 20–ї роти 37–го піхотного полку ландвера, отримав поранення;[11]
- Малавський Франц (1872 р.н.) — піхотинець 19–го полку ландштурму, потрапив у полон в Російську імперію;[12]
- Паліхота Степан (1878 р.н.) — піхотинець 222–ї бригади ландштурму, потрапив у полон в Російську імперію;[13]
- Романів Тимко (1877 р.н.) — піхотинець 1–ї роти 227–ї бригади ландштурму, потрапив у полон в Російську імперію (м. Задонськ);[14]
- Савка Григорій (1887 р.н.) — резервний піхотинець 6–ї роти 55–го піхотного полку, потрапив у полон в Російську імперію (м. Москва);[15]
- Скірський Петро (1881 р.н.) — резервіст 5–ї роти 55–го піхотного полку, потрапив у полон в Російську імперію (м. Омськ);[16]
- Тауш Антон (1889 р.н.) — однорічний доброволець 5–ї роти 55–го піхотного полку, отримав поранення;[17]
- Федер Берл (1874 р.н.) — єфрейтор 23–го піхотного полку ландвера, отримав поранення;[18]
- Худа Микола (1889 р.н.) — єфрейтор 2–ї роти 55–го піхотного полку, отримав поранення;[19]
- Шварц Кхайм Озіаз (1884 — 17.01.1917) — піхотинець 55–го піхотного полку;[20]
- Якименко Михайло († 20.09.1916) — однорічний доброволець капрал 6–ї роти 80–го піхотного полку, загинув;[21]

Після 1935 р. село належало до гміни Золотники.
Через пожежі 1922, 1940 і 1944 у селі не збереглося давніх архітектурних пам'яток.
До 1939 діяли товариства «Просвіта», «Сокіл», гурток «Рідної школи».
12 червня 2020 року, відповідно до розпорядження Кабінету Міністрів України № 724-р «Про визначення адміністративних центрів та затвердження територій територіальних громад Тернопільської області» увійшло до складу Золотниківської сільської громади.
19 липня 2020 року, в результаті адміністративно-територіальної реформи та ліквідації Теребовлянського району, село увійшло до складу Тернопільського району.

## Політика

### Парламентські вибори, 2019
На позачергових парламентських виборах 2019 року у селі функціонувала окрема виборча дільниця № 610818, розташована у приміщенні будинку культури.
Результати
- зареєстровано 529 виборців, явка 57,84 %, найбільше голосів віддано за «Слугу народу» — 26,49 %, за Всеукраїнське об'єднання «Батьківщина» — 21,52 %, за Всеукраїнське об'єднання «Свобода» — 12,25 %.[25] В одномандатному окрузі найбільше голосів отримав Микола Люшняк (самовисування) — 36,73 %, за Володимира Бліхаря (Всеукраїнське об'єднання «Батьківщина») — 17,69 %, за Ігоря Сопеля (Слуга народу) — 13,95 %[26].

## Соціальна сфера
Діють загальноосвітня школа І-ІІ ступенів, Будинок культури, бібліотека, дошкільний заклад, ФАП, 2 магазини.

## Населення

### Мова
Розподіл населення за рідною мовою за даними перепису 2001 року:
| Мова       | Кількість | Відсоток |
| ---------- | --------- | -------- |
| українська | 852       | 99.53 %  |
| російська  | 2         | 0.23 %   |
| білоруська | 1         | 0.12 %   |
| румунська  | 1         | 0.12 %   |
| Усього     | 856       | 100 %    |

#### Мовні особливості
У селі побутує говірка наддністрянського говору. До «Наддністрянського реґіонального словника» внесено такі слова та фразеологізми, вживані у Бурканові:
- вічко, вочко (отвір у вулику);
- геблівки (стружки від стругання фуганком, рубанком);
- гімнягі (кізяк);
- дзядзьо (дід);
- здречий (косоокий);
- мамура (фамільярна назва матері);
- мамця (пестлива назва матері);
- семінки (веснянки, ластовиння);
- татко (пестлива назва батька);
- чинити (чистити, наприклад пшеницю, жито решетом; виправляти шкіру; ремонтувати, наприклад взуття).
- патуца (образливе слово, дурепа)
- путня (відро)

## Релігія
- церква Преображення Господнього (1991, ПЦУ),
- церква Преображення Господнього (1995, УГКЦ),
- капличка (1979; реставрована),
- п'ять «фігур».

## Пам'ятники
Споруджено пам'ятник полеглим у німецько–радянській війні воїнам–односельцям (1972).
Відновлюють залишки укріпленого командного пункту — бункеру бригади Больцано Бурканівського укріпленого району австро-угорської армії часів Першої світової війни, який будувався протягом восьми місяців 1915—1916 років та відігравав важливу роль у боях на лінії річки Стрипа

## Відомі люди

### Народилися
- Ірина Гургула (1908—1980) — українська учителька, слуга Божа греко-католицької церкви.
- Дохват Христина Йосипівна (22 вересня 1934 р.н.) — майстриня ікон та настінного релігійного малярства і мозаїки;[30]
- Кухтяк М. — доктор медичних наук;
- Саноцький Є. — лікар, професор;
- Фаріон Іван Дем'янович (30 червня 1947 р.н.) — український вчений–економіст, доктор економічних наук (1992), професор (1994), завідувач кафедри економіки, обліку та економічного аналізу у сфері соціальної інфраструктури ТНЕУ.[31]

### Проживали
Малявський Юрій Юрійович (05 липня 1994 — 12 серпня 2022) — український військовик, учасник російсько-української війни.